# Draviktjärnen
Draviktjärnen är en sjö i Bräcke kommun i Jämtland och ingår i Indalsälvens huvudavrinningsområde. Sjön har en area på 0,212 kvadratkilometer och ligger 287 meter över havet. Draviktjärnen ligger i Åtemyran-Draviktjärnen Natura 2000-område. Sjön avvattnas av vattendraget Draviktjärnbäcken.

## Delavrinningsområde
Draviktjärnen ingår i det delavrinningsområde (699508-151548) som SMHI kallar för Utloppet av Draviktjärnen. Medelhöjden är 333 meter över havet och ytan är 4,33 kvadratkilometer. Det finns inga avrinningsområden uppströms utan avrinningsområdet är högsta punkten. Draviktjärnbäcken som avvattnar avrinningsområdet har biflödesordning 3, vilket innebär att vattnet flödar genom totalt 3 vattendrag innan det når havet efter 130 kilometer. Avrinningsområdet består mestadels av skog (88 procent). Avrinningsområdet har 0,21 kvadratkilometer vattenytor vilket ger det en sjöprocent på 4,9 procent.